# 核分裂性物質
核分裂性物質（かくぶんれつせいぶっしつ、英: fissile material）とは、熱中性子との相互作用によって核分裂を起こす物質の総称を言う。主にウラン235（235U）とプルトニウム239（239Pu）のことを指す。

## 概要
熱中性子以上の運動エネルギーを持つ中性子からなる環境で連鎖反応を持続できる物質を核分裂性物質（fissile material）と呼ぶ。熱中性子炉及び原子爆弾のエネルギー源（核燃料）として主に用いられる。核分裂性物質として重要なのは235Uと239Puである。
核分裂連鎖反応の燃料として役立つ物質であるためには以下の条件が必要である。
- 原子核の結合エネルギーの曲線上で核分裂連鎖反応が可能な領域にあること（すなわちラジウムより原子番号が大きいこと）。
- 中性子捕獲によって核分裂を起こす確率が大きいこと。
- 核分裂の際に平均2個以上の中性子を放出すること。
- 十分長い半減期を持つこと。
- それなりに十分な量が利用できる（希少過ぎない）こと。

なお、核分裂性 (fissile) という語は核分裂可能 (fissionable) という語とは区別される。代表的な例として、ウラン238（238U）は高速中性子以上であれば核分裂を起こす（他に自発核分裂も起こす）が熱中性子以下では核分裂を起こさず、核分裂可能な物質であっても核分裂性物質とは呼ばれない。